# Daniel Druckman (Politikwissenschaftler)
Daniel Druckman (* 14. Dezember 1939 in New York City) ist ein US-amerikanischer Politik- und Sozialwissenschaftler.
Druckman studierte an der Northwestern University und erhielt für seine Dissertationsarbeit den Best-in-Field-Preis des American Institutes for Research. Er hatte die Vernon M. and Minnie I. Lynch-Professur für Konfliktlösung an der George Mason University inne, wo er das Doktorandenprogramm am Institute for Conflict Analysis and Resolution koordinierte. Außerdem war er Professor an  der University of Queensland in Brisbane und der Sabanci University in Istanbul sowie Gastprofessor an der National Yunlin University of Science and Technology in Taiwan und an der University of Melbourne.
Er publizierte zu Themen wie Verhandlungsverhalten, Nationalismus und Gruppenidentität, Friedenssicherung, politische Stabilität, nonverbale Kommunikation und Forschungsmethodik und ist Vorstandsmitglied und/oder Herausgeber von acht Fachzeitschriften und einer Buchreihe zum Thema internationale Verhandlungen. 1995 erhielt er für seine Arbeiten zum Nationalismus den Otto-Klineberg-Award für internationale und interkulturelle Beziehungen der Society for the Psychological Analysis of Social Issues., 1998 den Teaching Excellence Award der George Mason University. Die International Association for Conflict Management zeichnete ihn 2001 für herausragende Artikel und 2005 für  Doing Research: Methods of Inquiry for Conflict Analysis mit dem Outstanding Book Award aus. 2003 erhielt er den Lifetime Achievement Award der International Association for Conflict Management.

## Schriften
- Human Factors in International Negotiations: A Survey of Research on Social-psychological Aspects of International Conflict, Schweppe Research and Education Fund, Academy for Educational Development, 1971
- (mit Justin J. Green): Political Stability in the Philippines: Framework and Analysis, Graduate School of International Studies, University of Denver, 1987, ISBN 9780879400828
- Doing Research: Methods of Inquiry for Conflict Analysis, SAGE Publications, 2005, ISBN 9781452241302
- (mit Paul Francis Diehl): Evaluating Peace Operations, Lynne Rienner Publishers, 2010, ISBN 9781588267337
- (mit Lynn Wagner): Justice and Peace: Doing a Comparative, Statistical Case Study, SAGE Publications Limited, 2019, ISBN 9781526480743